# Barbara Thompson (Eiskunstläuferin)
Barbara Thompson ist eine ehemalige britische Eiskunstläuferin, die im Eistanz startete.
Ihr Eistanzpartner war Gerard Rigby. Mit ihm zusammen nahm sie im Zeitraum von 1956 bis 1958 an Welt- und Europameisterschaften teil. Bei Europameisterschaften gewannen sie 1956 und 1958 die Bronzemedaille und 1957 die Silbermedaille. Ihre einzige Medaille bei Weltmeisterschaften errangen sie 1956 in Garmisch-Partenkirchen mit Bronze hinter ihren Landsleuten Pamela Weight und Paul Thomas sowie June Markham und Courtney Jones.

## Ergebnisse

### Eistanz
(mit Gerard Rigby)
| Wettbewerb / Jahr     | 1956 | 1957 | 1958 |
| --------------------- | ---- | ---- | ---- |
| Weltmeisterschaften   | 3.   | 5.   | 5.   |
| Europameisterschaften | 3.   | 2.   | 3.   |

| Personendaten    | Personendaten             |
| ---------------- | ------------------------- |
| NAME             | Thompson, Barbara         |
| KURZBESCHREIBUNG | britischer Eiskunstläufer |
| GEBURTSDATUM     | 20. Jahrhundert           |